# فيك بروكس
فيك بروكس (29 يونيو 1948 في المملكة المتحدة - ) (بالإنجليزية: Vic Brooks)‏ هو لاعب كريكت بريطاني. لعب مع نادي مقاطعة ساسكس للكريكت ‏.

## وصلات خارجية
- فيك بروكس على موقع إي آس بي آن كريك إنفو (الإنجليزية)